# Tratatul de la Frankfurt (1871)
Tratatul de la Frankfurt (în franceză Traité de Francfort; în germană Friede von Frankfurt) a fost un tratat de pace semnat la Frankfurt pe 10 mai 1871, la sfârșitul războiului franco-prusac.

## Prevederile principale
Principalele prevederi erau următoarele:
- Stabilea o nouă frontieră dintre a Treia Republică Franceză și Imperiul German, ceea ce presupunea cedarea a 1.694 sate și orașe în favoarea Germaniei în:

- Alsacia: departamentele Bas-Rhin și Haut-Rhin, cu excepția orașului Belfort și a regiunii înconjurătoare;
- Lorena: departamentul Moselle, o treime a departamentului Meurthe, inclusiv orașele Château-Salins și Sarrebourg și cantoanele Saales și Schirmeck din departamentul Vosges.

Regiunile cedate.

- Permitea rezidenților regiunii Alsacia-Lorena să decidă până la 1 octombrie 1872 dacă își păstrează cetățenia franceză și emigrează, sau rămân în regiune și devin cetățeni francezi.
- Stabilea un cadru legal pentru retragerea trupelor germane din anumite regiuni.
- Stabile regulile pentru plata de către Franța a despăgubirilor de război de cinci miliarde de franci (în următorii cinci ani).
- Consfințea acceptarea de către francezi a lui Wilhelm I al Prusiei ca Împărat al Germaniei.
- Consfințea ocupația militară a unor regiuni din Franța până la finalizarea plății despăgubirilor de război (Franța a plătit despăgubirile stabilite mai repede decât termenul de cinci ani).

Tratatul stabilea și condițiile pentru următoarele:
- Utilizarea apelor navigabile din Alsacia și Lorena;
- Comerțul dintre cele două țări;
- Repatrierea prizonierilor de război.

## Factorii care au influențat modificarea frontierei

### Strategia

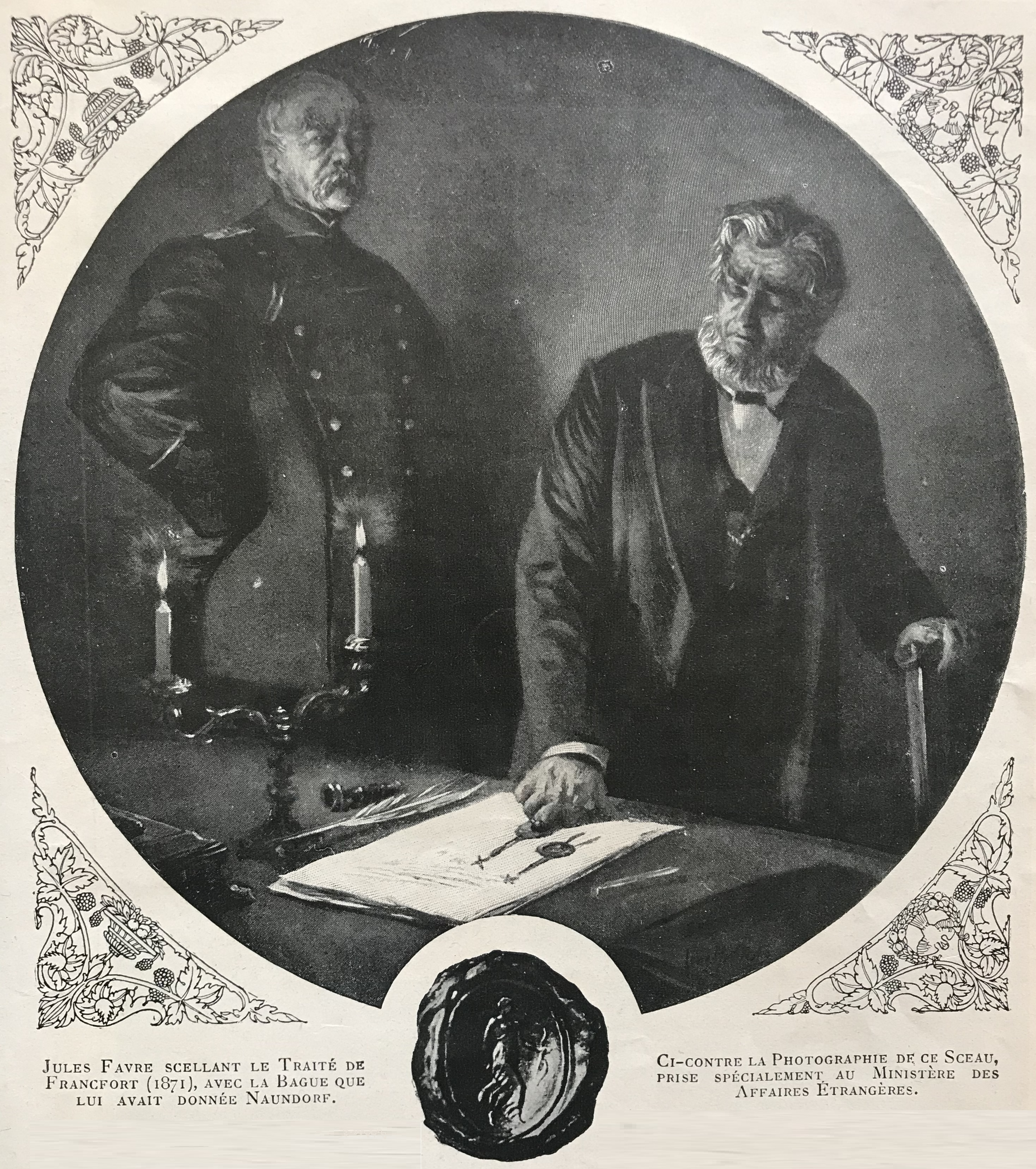
Privit de Bismarck, Jules Favre, ministrul francez al afacerilor externe, își pune sigiliul pe Tratatul de la Frankfurt.

Militarii germani doreau să obțină controlul asupra regiunii Alsaciei până la munții Vosgi și a regiunii dintre Thionville (Diedenhofen) și Metz ca o condiție pentru protejarea Germaniei. Mai important, militarii germani considerau că este de maximă importanță controlul asupra rutei dintre Thionville și Metz în cazul în care ar fi izbucnit în viitor un nou război cu Franța.

### Politica
Fără o mutare spre vest a frontierei, granița noului imperiu cu Franța ar fi fost în mare parte divizată între statele Baden și Regatul Bavariei, ale căror guverne erau mai puțin entuziaste cu perspectiva de a avea o Republică Franceză răzbunătoare în imediata vecinătate. De asemenea, ar fi necesitat staționarea unor forțe imperiale substanțiale în granițele acestor state, compromițând eventual capacitatea lor de a exercita autonomia considerabilă pe care statele sudice au reușit să o mențină în tratatul de unificare. O schimbare a frontierei ar fi atenuat aceste probleme.

### Naționalismul
Noile frontiere politice urmăreau în mare parte (dar nu în întregime) frontierele lingvistice. Faptul că majoritatea populației din noul Teritoriu Imperial (Reichsland) vorbea dialecte germane îi permitea Berlinului să justifice anexarea unor zone pe criterii naționaliste. În schimb, cucerirea unor zone locuite de populație vorbitoare de limbă franceză precum era cea a orașului Metz a provocat sentimente de furie în Franța, și recucerirea lor a fost folosită ca unul dintre principalele argumente ale revanșismului francez.

### Economia
Resursele naturale ale Alsacia-Lorena (minereuri de fier și cărbune) nu par să fi jucat un rol important în anexarea de către Germania a acestei regiuni. Anexarea militară au fost principalul obiectiv declarat alături de unificarea populației germane.
Franța a pierdut un teritoriu cu o suprafață de 1.447.000 hectare, 1.694 localități și 1.597.000 de locuitori. De asemenea, a pierdut și 20% din potențialul său minier și de producție a oțelului. Tratatul comercial din 1862 cu Prusia nu a fost reînnoit, dar Franța a asigurat Germaniei în domeniul navigației și comerțului clauza națiunii celei mai favorizate. Franța avea să respecte toate clauzele tratatului de la Frankfurt până în 1914.
Franța a trebuit de asemenea să plătească despăgubiri de 5.000.000 de franci aur, dintre care un miliard în 1871, mai înainte ca forțele germane să se retragă (ceea ce s-a întâmplat în septembrie 1873).

### Urmări
Acest tratat a marcat politica franceză față de Germania pentru următorii 40 de ani. Recucerirea Alsaciei și Lorenei, „provinciile pierdute”, a devenit o obsesie caracterizată de un revanșism care avea să fie unul dintre cele mai puternice motive ale implicării Franței în prima conflagrație mondială.
În 1918 președintele SUA Woodrow Wilson a luat în considerație această chestiune ca punctul 8 în celebrul său discurs al celor 14 puncte, exprimându-și dorința Statelor Unite de restituire a regiunii Franței. Alsacia și Lorena a fost retrocedată Republicii Franceze prin Tratatul de la Versailles din 1919. Germanii au acceptat să capituleze în condițiile propuse de americani.